# Bois de Lespinasse, de la Benisson-Dieu et de la Pacaudière
Bois de Lespinasse, de la Benisson-Dieu et de la Pacaudière este o arie protejată (sit de importanță comunitară — SCI) din Franța întinsă pe o suprafață de 631 ha, integral pe uscat.

## Localizare
Centrul sitului Bois de Lespinasse, de la Benisson-Dieu et de la Pacaudière este situat la coordonatele 46°09′41″N 3°58′18″E / 46.16139°N 3.97167°E.

## Înființare
Situl Bois de Lespinasse, de la Benisson-Dieu et de la Pacaudière a fost declarat arie specială de conservare în baza directivei 92/43 din 1992 referitoare la conservarea habitatelor naturale și a faunei și florei sălbatice pentru a proteja 10 specii de animale.

## Biodiversitate
Situată în ecoregiunea continentală, aria protejată conține 9 habitate naturale: Păduri aluvionare cu Alnus glutinosa și Fraxinus excelsior (Alno-Padion, Alnion incanae, Salicion albae), Păduri acidofile de stejar bătrân cu Quercus robur pe câmpii nisipoase, Păduri de fag Asperulo-Fagetum, Lacuri eutrofice naturale cu vegetație de tip Magnopotamion sau Hydrocharition, Liziere de ierburi înalte hidrofile de câmpie și de nivel montan până la alpin, Păduri de fag acidofile atlantice, cu subarboret de Ilex și, uneori, de asemenea, Taxus, la nivelul arbuștilor (Quercion robori-petraeae sau Ilici-Fagenion), Pajiști cu Molinia pe soluri calcaroase, turboase sau argilos-nămoloase (Molinion caeruleae), Pajiști uscate europene, Formațiuni ierboase bogate în specii de Nardus, dezvoltate pe substraturi silicioase în zone montane (și în zone submontane, în Europa continentală).
La baza desemnării sitului se află mai multe specii protejate:
- amfibieni (1): triton cu creastă (Triturus cristatus)
- mamifere (4): liliac cârn (Barbastella barbastellus), liliac cu urechi mari (Myotis bechsteinii), liliac cărămiziu (Myotis emarginatus), liliac comun (Myotis myotis)
- nevertebrate (5): croitorul mare al stejarului (Cerambyx cerdo), fluturele auriu (Euphydryas aurinia), Euplagia quadripunctaria, rădașcă (Lucanus cervus), fluturele purpuriu (Lycaena dispar)

Pe lângă speciile protejate, pe teritoriul sitului au mai fost identificate 6 specii de amfibieni, 13 specii de mamifere.